# Tabernaemontana laurifolia
Tabernaemontana laurifolia là một loài thực vật có hoa trong họ La bố ma. Loài này được L. miêu tả khoa học đầu tiên năm 1753.